# C.S. Lewis
Clive Staples Lewis, mer känd som C.S. Lewis, född 29 november 1898 i Belfast, Nordirland, död 22 november 1963 i Oxford, Oxfordshire, var en brittisk författare, teolog, poet och akademiker (litteraturprofessor), mest känd för sin bokserie Berättelsen om Narnia. Han har också skrivit science fiction-böcker som Utflykt från tyst planet, Perelandra och Vredens tid. 1955 kom hans självbiografi Surprised by Joy.

## Biografi

### Bakgrund och familj
Lewis fick namnet Clive Staples, men bestämde som barn att han ville bli kallad "Jack" istället. Han började skriva redan som barn då han skrev om en fantasivärld, kallad "Boxon", som han hittat på tillsammans med sin storebror Warren. Deras mor Flora dog i cancer när barnen var tretton respektive tio år gamla. 
Under första världskriget tjänstgjorde Lewis som officer i Somersets lätta infanteriregemente. Han hade fänriks grad. Efter kriget återupptog han sina studier och undervisade länge vid Magdalen College i Oxford. 1954 blev han professor i medeltids- och renässanslitteratur vid Magdalene College, Cambridge.

### Religion
I slutet av 1920-talet blev Lewis övertygad kristen, efter att tidigare ha betraktat sig som ateist. Omvändelsen kom efter samtal bland annat med den katolske vännen och kollegan J.R.R. Tolkien, men till skillnad från vännen blev han anglikan. Lewis kom att bli en försvarare av kristendomen och skrev över 40 verk i teologiska frågor, som Kan man vara kristen? och den humoristiska Från Helvetets brevskola. Studiebrev om de bästa metoderna att föra en själ till förtappelse. Även hans mest kända verk, de allegoriskt skrivna barn- och ungdomsböckerna Berättelsen om Narnia, vittnar om hans kristna tro. Lewis tillhörde, liksom Tolkien, The Inklings, som bestod av skrivande akademiker som träffades regelbundet för att diskutera varandras texter.  

### Död
Den 23 april 1956 gifte Lewis sig borgerligt med en amerikanska, Joy Davidman Gresham, som han lärt känna genom brevväxling, för att hon skulle få brittiskt medborgarskap. Vad som från början varit bara vänskap växte till en kärleksrelation och 1957 gifte de sig kyrkligt. Hon dog i cancer 1960. Händelserna beskrivs i filmen Shadowlands (1993), i vilken Lewis gestaltas av Anthony Hopkins. C.S. Lewis dog den 22 november 1963 på grund av njursvikt, samma dag som John F. Kennedy och Aldous Huxley. 
År 2002 instiftades C S Lewis-priset av bokförlaget Libris och C S Lewis Company Ltd.

### Berättelsen om Narnia

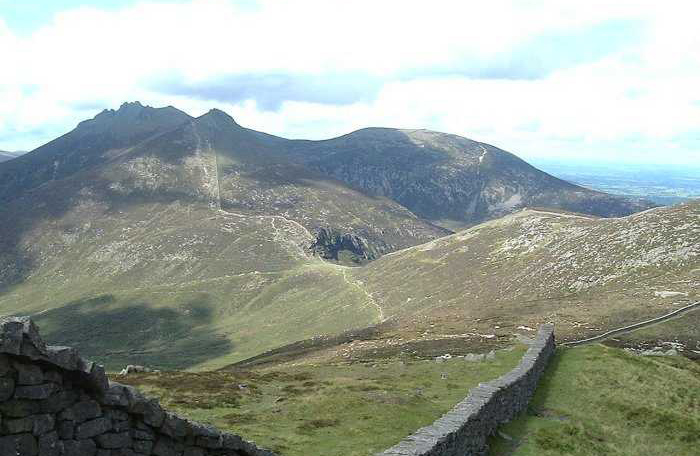
Mournebergen inspirerade Lewis att skriva om Narnia.

Bokserien om Narnia handlar om det fiktiva landet Narnia dit barn på olika fantasifulla sätt förflyttas för att under en tid delta i striden mellan gott och ont. Godhetens starkaste förkämpe i böckerna är lejonet Aslan, som skapar Narnia, dör för att de medverkande barnen ska räddas, vaknar till liv igen, och, i den sista boken, upplöser Narnia för att ta med dem som tror till en bättre värld. Det är således fråga om en allegorisk skildring av Jesus och hans gärning och tänkta återkomst.
Böckerna utspelar sig inte i den ordning de är skrivna, utan enligt listan nedan:
- 1955 – Min morbror trollkarlen (The Magician's Nephew) (översättning Britt G. Hallqvist, Bonnier, 1958)
- 1950 – Häxan och lejonet (The Lion, the Witch and the Wardrobe) (översättning Birgitta Hammar, Bonnier, 1959)
- 1954 – Hästen och hans pojke (The Horse and His Boy) (översättning Birgitta Hammar)
- 1951 – Caspian, prins av Narnia (Prince Caspian) (översättning Birgitta Hammar, Bonnier, 1961)
- 1952 – Kung Caspian och skeppet Gryningen (The Voyage of the Dawn Treader) (översättning Birgitta Hammar, Bonnier, 1963)
- 1953 – Silvertronen (The Silver Chair) (översättning Birgitta Hammar, Bonnier, 1965)
- 1956 – Den sista striden (The Last Battle) (översättning Birgitta Hammar)

### Science fiction
Rymdtrilogi: 
- Utflykt från tyst planet (Out of the Silent Planet, 1938) (översättning Karin Hartman, Erik Egberg, F. A.-press, 1955). Senaste uppl. Libris, 2005
- Perelandra (Perelandra, 1943) (översättning Gunnar Gällmo, Delta, 1975). Senaste uppl. Libris, 2005
- Vredens tid (That Hideous Strength, 1945) (översättning Gunnar Gällmo, Delta, 1975). Senaste uppl. Libris, 2005

### Skönlitteratur
- Det rätta ansiktet: en myt i ny klädnad (översättning Thomas Warburton, Gleerup, 1958) (Till We Have Faces, 1957)

### "Teologiskfantasy"
- Den stora skilsmässan (översättning Alf Ahlberg, Libris, 1978) (The Great Divorce)
- Kristens omvägar: ett allegoriskt försvar för kristendom, förnuft och romantik (översättning Felix Larsson, Libris, 2004) (Pilgrim's Regress)

### Teologi,apologetikm.m.
- Från helvetets brevskola: studiebrev om de bästa metoderna att föra en själ till förtappelse (översättning Sigfrid Lindström, 1944) (The Screwtape Letters)
- Kan man vara kristen? (översättning Sigfrid Lindström, Gleerup, 1950) (Mere Christianity)
- Lidandets problem (översättning Aslög Davidson, Gleerup, 1955) (The Problem of Pain)
- Människans avskaffande (Natur och kultur, 1957) (The Abolition of Man)
- Tankar kring Psaltaren (översättning Alf Ahlberg och Sigfrid Estborn, Libris, 1979) (Reflections on the Psalms)
- Anteckningar under dagar av sorg (översättning Karin Hartman, Libris, 1979) (A Grief Observed)
- Om bön: brev till en vän (Prayer: letters to Malcolm) (översättning Karin Hartman, Libris, 1980)
- Vad de kristna tror: utdrag ur boken Kan man vara kristen? (Ur Mere Christianity) (översättning Alf Ahlberg, Libris, 1981)
- Att sila mygg och svälja kameler (översättning Sixten Carlsson, Libris, 1982) (Fern-seed and Elephants)
- Det viktigaste (nyöversättning Kerstin Gårsjö, Libris, 1997) (Readings for Reflection and Meditation)
- Mirakel: är det övernaturliga naturligt? (översättning: Kerstin Gårsjö, Libris, 1998) (Miracles)
- Kärlekens fyra ansikten (översättning Kerstin Gårsjö, Libris, 2000) (The Four Loves, 1960)